# Abdanan
Abdanan (persiska: آبدانان; kurdiska: ئاودانان) är en stad i Iran. Den ligger i provinsen Ilam, i den västra delen av landet. Abdanan ligger 889 meter över havet och antalet invånare är 19 360.
Staden är administrativt centrum för delprovinsen (shahrestan) Abdanan.